# Walter (football, 1989)
Pour les articles homonymes, voir Walter.
Walter Henrique da Silva, plus connu sous le nom de Walter, né le 22 juillet 1989 à Recife, est un footballeur brésilien. Il occupe le poste d'avant-centre à l'Athletico Paranaense.

## Palmarès

### En club
- Internacional
  - Vainqueur de la Copa Libertadores en 2010

- FC Porto
  - Champion du Portugal en 2011 et 2012
  - Vainqueur de la Coupe du Portugal en 2011
  - Vainqueur de la Supercoupe du Portugal en 2010
  - Vainqueur de la Ligue Europa en 2011

- Goiás
  - Champion du Brésil de Série B en 2012

### En sélection
- Équipe du Brésil des moins de 20 ans
  - Finaliste de la Coupe du monde des moins de 20 ans en 2009

### Distinction individuelle
- Ballon d'argent brésilien en 2013